# Lehengütingen

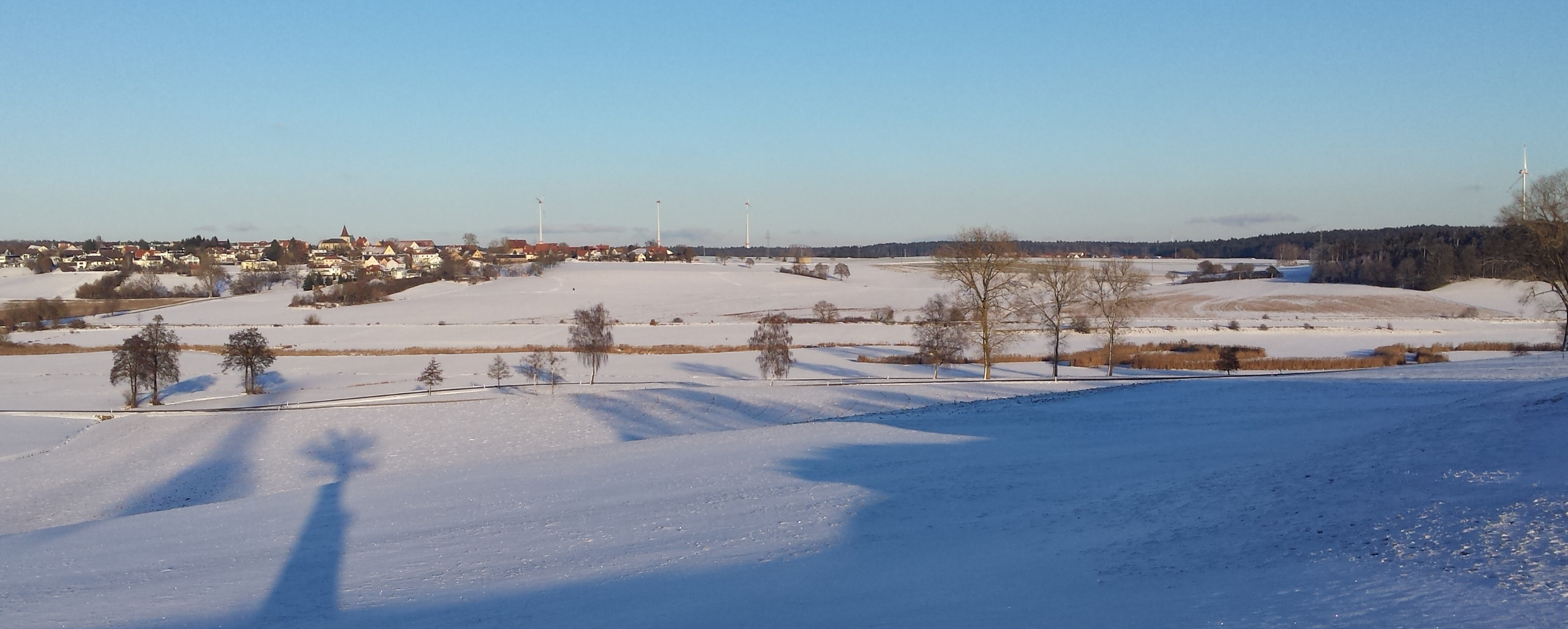
Dorfansicht von Westen

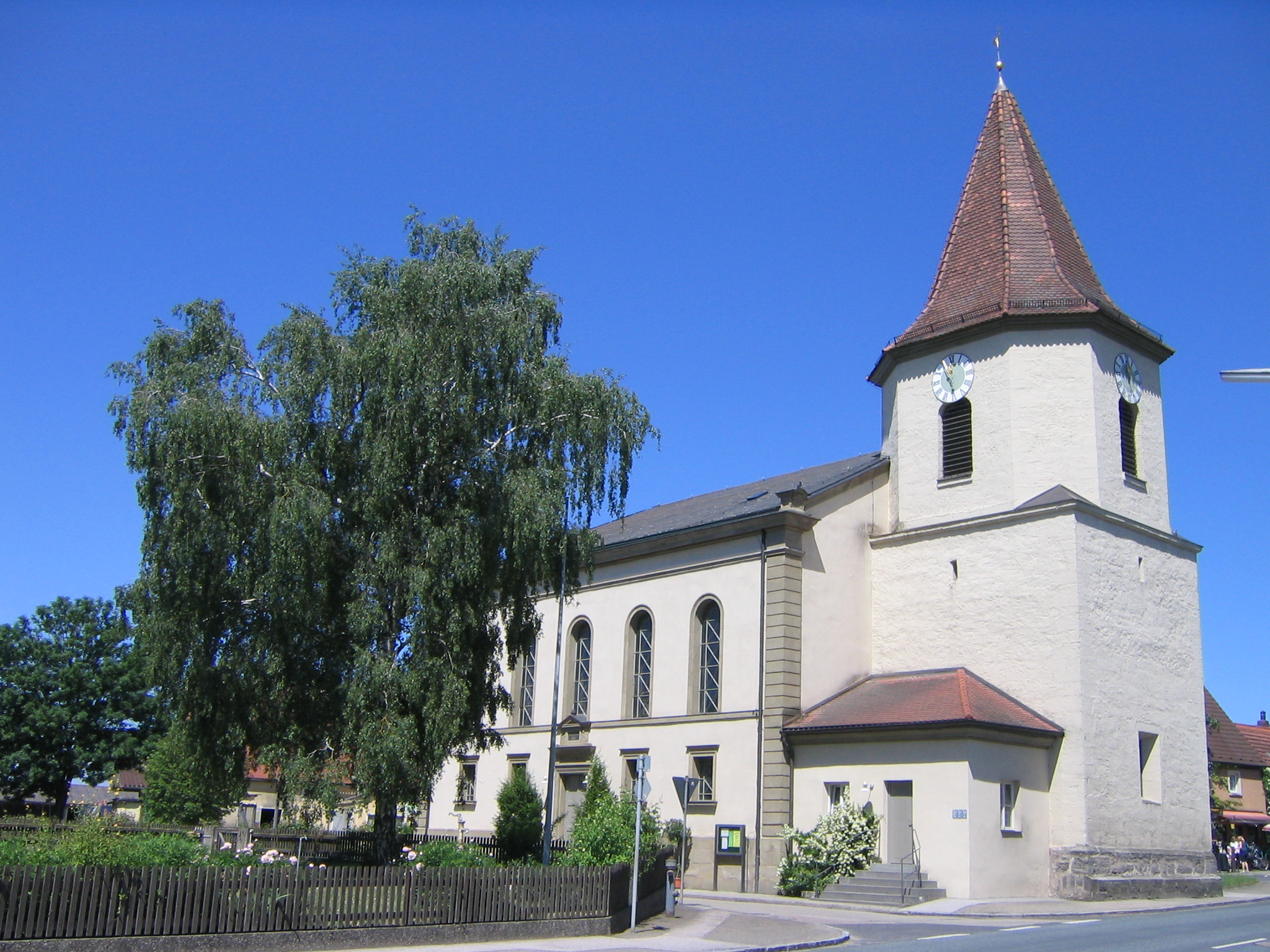
Evangelisch-Lutherische Kirche St. Wendelin

Lehengütingen ist ein Gemeindeteil des Marktes Schopfloch im mittelfränkischen Landkreis Ansbach in Bayern. Die Gemarkung Lehengütingen hat eine Fläche von 3,732 km². Sie ist in 487 Flurstücke aufgeteilt, die eine durchschnittliche Fläche von 7662,55 m² haben. In ihr liegt neben dem namensgebenden Ort der Gemeindeteil Lehenbuch.

## Geographie
Das Pfarrdorf liegt 0,5 km östlich von der Wörnitz und ist von Acker- und Grünland mit vereinzeltem Baumbestand umgeben. 0,5 km nordöstlich befinden sich das Pfarrhölzchen und der Häcker- und Hackenweiher, 0,5 km südlich liegt das Froschholz. Die Bundesstraße 25 führt nach Schopfloch (1,8 km nördlich) bzw. nach Dinkelsbühl (4,1 km südlich). Gemeindeverbindungsstraßen führen nach Dickersbronn (1,1 km östlich) und nach Waldhäuslein (1,8 km westlich). Westlich des Ortes verläuft die Bahnstrecke Nördlingen–Dombühl.

## Geschichte
1488 wurde eine Kapelle errichtet, die dem heiligen Wendelin und Sixtus geweiht wurde. 1494 wurde für die Kapelle von der Bevölkerung eine ewige Messe gestiftet. Die Markgrafen von Brandenburg-Ansbach übten das Kirchenpatronat aus und setzten in Lehengütingen 1524 den ersten evangelischen Pfarrer ein.
Die Fraisch über Lehengütingen wurde sowohl vom ansbachischen Oberamt Feuchtwangen als auch vom oettingen-spielbergischen Oberamt Dürrwangen beansprucht. Die Reichsstadt Dinkelsbühl wollte sie auf ihre Anwesen geltend machen. Die Dorf- und Gemeindeherrschaft hatte das Kastenamt Feuchtwangen. 1732 gab es 13 Anwesen. Außerdem gab es 1 Kirche, 1 Pfarrhaus, 1 Schulhaus und 1 Hirtenhaus. Grundherren waren
- das Kastenamt Feuchtwangen: 1 Gut, 1 Gütlein (die Abgaben gingen an die Pfarrei Lehengütingen);
- das Klosterverwalteramt Auhausen des Oberamtes Wassertrüdingen: 3 Halbhöfe, 1 Gütlein, 1 Häuslein;
- das Oberamt Dürrwangen: 1 Gütlein;
- die Reichsstadt Dinkelsbühl: 1 Hof, 1 Halbhof, 2 Gütlein;
- 1 Tafernwirtschaft mit Back- und Braurecht war Freieigen.[7]

Gegen Ende des 18. Jahrhunderts gab es weiterhin 13 Anwesen zuzüglich der kommunalen und kirchlichen Gebäude. Die grundherrliche Verteilung sah wie folgt aus:
- Fürstentum Ansbach (Kastenamt Feuchtwangen: 1 Schmiede, 1 Häuslein; Klosterverwalteramt Auhausen: 1 Halbhof, 2 Lehengüter, 1 Lehengütlein)
- Fürstentum Oettingen-Spielberg (Oberamt Dürrwangen: 1 Gütlein)
- Reichsstadt Dinkelsbühl (Reichalmosenpflege: 1 Hofgut; Spital: 1 Hofgut; die dinkelsbühler Bürger Bühlmeyer und Rothmund: 1 Hofgut)
- Freieigen (1 Taverne mit Back- und Braurecht).[8][9]

Von 1797 bis 1808 unterstand der Ort dem Justiz- und Kammeramt Feuchtwangen.
1806 kam Lehengütingen an das Königreich Bayern. Mit dem Gemeindeedikt wurde Lehengütingen dem 1809 gebildeten Steuerdistrikt Schopfloch zugeordnet. Zugleich entstand die Ruralgemeinde Lehengütingen. Zu dieser gehörten Dickersbronn, Flinsberg, Franzenmühle, Froschmühle, Gersbronn, Goschenhof, Hellenbach, Kemmleinsmühle, Köhlau, Lehenbuch, Lohe, Neuses und Pfaffenhof. Mit dem Zweiten Gemeindeedikt (1818) wurden vier Ruralgemeinden gebildet:
- Dickersbronn mit Franzenmühle und Köhlau
- Hellenbach mit Froschmühle, Gersbronn, Kemmleinsmühle, Lohe und Pfaffenhof
- Lehengütingen mit Lehenbuch
- Neuses mit Flinsberg und Goschenhof.[12][13]

Die Gemeinde Lehengütingen war in Verwaltung und Gerichtsbarkeit dem Landgericht Dinkelsbühl zugeordnet und in der Finanzverwaltung dem Rentamt Dinkelsbühl (1919 in Finanzamt Dinkelsbühl umbenannt, seit 1973 Finanzamt Ansbach). Die Verwaltung übernahm 1862 das neu geschaffene Bezirksamt Dinkelsbühl (1939 in Landkreis Dinkelsbühl umbenannt). Die Gerichtsbarkeit lag beim im gleichen Jahr gebildeten Stadt- und Landgericht Dinkelsbühl (1879 in das Amtsgericht Dinkelsbühl umgewandelt, seit 1973 eine Zweigstelle des Amtsgerichtes Ansbach). Die Gemeinde hatte 1964 eine Gebietsfläche von 3,754 km².  Am 1. Juli 1970 wurde diese nach Schopfloch eingemeindet. Mit der Auflösung des Landkreises Dinkelsbühl im Jahr 1972 kam Lehengütingen an den Landkreis Ansbach.

### Baudenkmäler
- evangelisch-lutherische Pfarrkirche, ehemalige Chorturmkirche des 15. Jahrhunderts mit angefügtem Langhaus im Stil der Neurenaissance von 1878/81; mit Ausstattung[17]
- Haus Nr. 3: Pfarrhaus, zweigeschossiger Walmdachbau mit Rundbogenportal und seitlichem eingeschossigem Remisenanbau, bezeichnet 1915[17]
- Gasthaus zur Goldenen Krone; vermutlich noch 17. Jahrhundert. Zweigeschossig, mit steilem Satteldach, traufseitig vorkragendes Obergeschoss (drei zu vier Fenster) und Giebel verputztes Fachwerk[18]

### Bodendenkmal
- Mittelalterliche und frühneuzeitliche Befunde im Bereich der Pfarrkirche[17]

### Einwohnerentwicklung
Gemeinde Lehengütingen
| Jahr      | 1818   | 1840   | 1852   | 1855   | 1861   | 1867   | 1871   | 1875   | 1880   | 1885   | 1890   | 1895   | 1900   | 1905   | 1910   | 1919   | 1925   | 1933   | 1939   | 1946   | 1950   | 1952   | 1961   | 1970   |
| Einwohner | 173    | 202    | 198    | 170    | 195    | 185    | 184    | 181    | 189    | 190    | 192    | 184    | 174    | 187    | 197    | 208    | 188    | 184    | 168    | 237    | 217    | 197    | 182    | 172    |
| Häuser    | 31     | 35     |        |        |        |        | 35     |        |        | 37     | 36     |        | 35     |        |        |        | 40     |        |        |        | 33     |        | 35     |        |
| Quelle    | [ 20 ] | [ 21 ] | [ 22 ] | [ 22 ] | [ 23 ] | [ 24 ] | [ 25 ] | [ 26 ] | [ 27 ] | [ 28 ] | [ 29 ] | [ 22 ] | [ 30 ] | [ 22 ] | [ 31 ] | [ 22 ] | [ 32 ] | [ 22 ] | [ 22 ] | [ 22 ] | [ 33 ] | [ 22 ] | [ 14 ] | [ 34 ] |

Ort Lehengütingen
| Jahr      | 001818 | 001840 | 001861 | 001871 | 001885 | 001900 | 001925 | 001950 | 001961 | 001970 | 001987 |
| Einwohner | 116    | 147    | 136    | 127    | 121    | 125    | 140    | 162    | 140    | 137    | 219    |
| Häuser    | 22     | 25     |        |        | 27     | 25     | 30     | 25     | 26     |        | 53     |
| Quelle    | [ 20 ] | [ 21 ] | [ 23 ] | [ 25 ] | [ 28 ] | [ 30 ] | [ 32 ] | [ 33 ] | [ 14 ] | [ 34 ] | [ 1 ]  |

## Religion
Der Ort ist Sitz der Pfarrei St. Wendelin und ist seit der Reformation evangelisch-lutherisch geprägt. Die Katholiken sind nach St. Georg (Dinkelsbühl) gepfarrt.